# Prospección

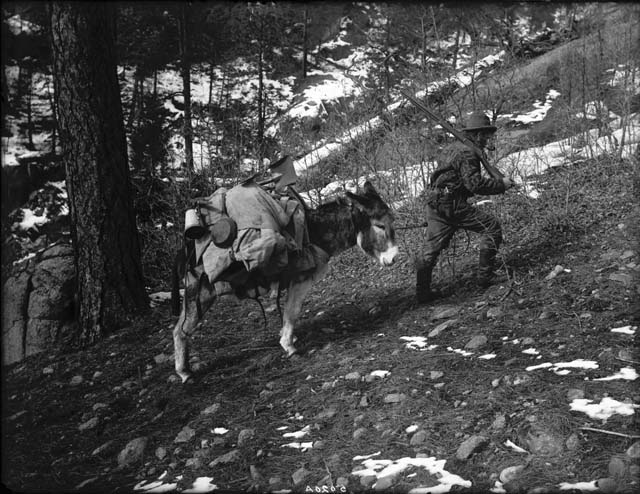
Prospector y un burro, oeste de Colorado, Estados Unidos, 1900

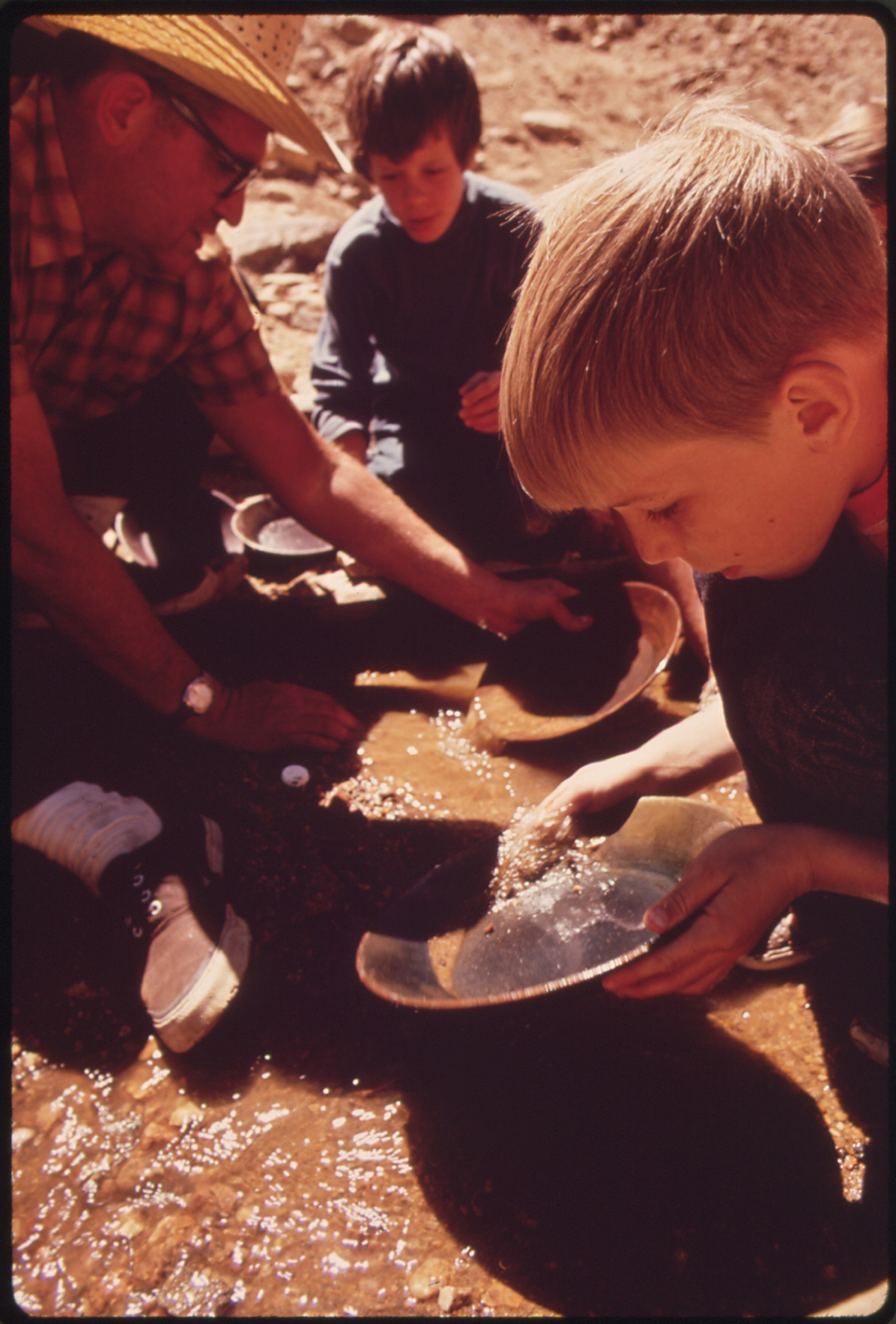
Escolares aprenden a buscar oro, Denver, Estados Unidos, 1972

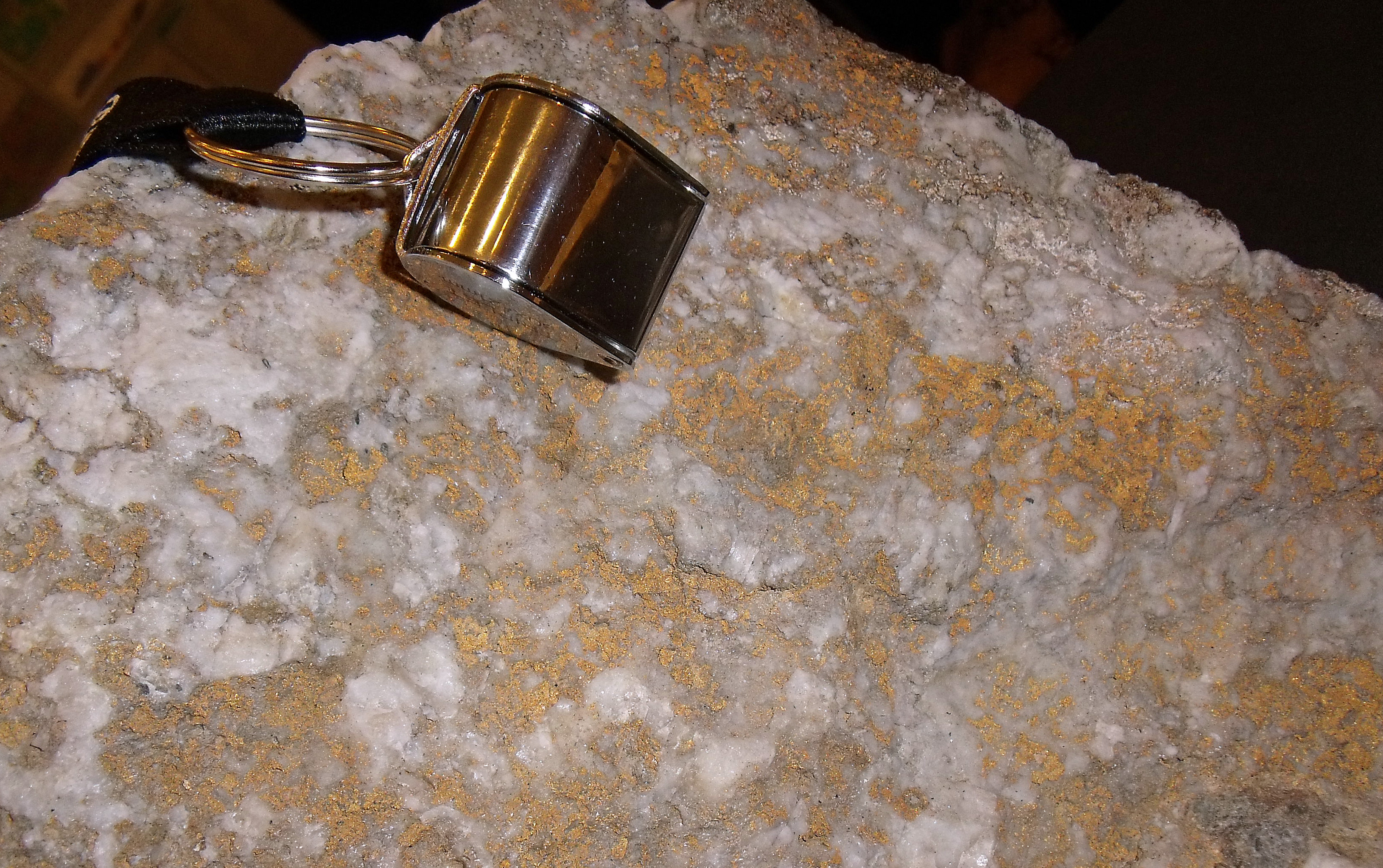
Rico espécimen de un descubrimiento de oro en 2009 por un buscador en el sureste del territorio de Yukon. El oro, depositado a lo largo de una fractura, aparece de color naranja oxidado en esta foto.

La prospección es la primera etapa del análisis geológico (segunda exploración) de un territorio. Es la búsqueda de minerales, fósiles, metales preciosos o especímenes minerales, y también se le conoce como fossicking. 
Tradicionalmente, la prospección se basaba en la observación directa de la mineralización en afloramientos rocosos o en sedimentos. La prospección moderna también incluye el uso de herramientas geológicas, geofísicas y geoquímicas para buscar anomalías que puedan reducir el área de búsqueda. Una vez que una anomalía ha sido identificada e interpretada como un posible prospecto, la observación directa puede enfocarse en esta área.
En algunas áreas, un prospector también debe hacer reclamos, lo que significa que debe erigir postes con los carteles apropiados en las cuatro esquinas de una tierra deseada que desean prospectar y registrar este reclamo antes de que puedan tomar muestras. En otras áreas, las tierras de propiedad pública están abiertas a la prospección sin ser necesario un reclamo minero.

## Métodos históricos
Los métodos tradicionales de prospección implicaban peinar el campo, a menudo a través de lechos de arroyos y a lo largo de crestas y colinas, a menudo de rodillas en busca de signos de mineralización en el afloramiento. En el caso del oro, todos los arroyos en un área se filtrarían en los sitios de trampa apropiados en busca de una muestra de 'color' u oro en el sendero del río. 
Una vez que se encontró una pequeña ocurrencia o espectáculo, fue necesario trabajar intensamente el área con pico y pala, y a menudo mediante la adición de alguna maquinaria simple, como una caja de esclusa, carreras y aventadoras, para trabajar la tierra suelta y la roca buscando para los materiales apropiados (en este caso, oro). Para la mayoría de las exposiciones de metales básicos, la roca se habría extraído a mano y se habría triturado en el lugar, y el mineral se habría separado de la ganga a mano. 
A menudo, estos programas duraron poco, se agotaron y se abandonaron muy pronto, lo que requirió que el prospector pasara al siguiente y, con suerte, más grande y mejor espectáculo. De vez en cuando, sin embargo, el prospector se hacía rico y se le unían otros buscadores y se realizaba una minería a mayor escala. Aunque se los considera métodos de prospección "antiguos", estas técnicas todavía se utilizan hoy en día, pero generalmente se combinan con técnicas más avanzadas, como estudios geofísicos magnéticos o de gravedad. 
En la mayoría de los países del siglo XIX y principios del XX, era muy poco probable que un prospector se jubilara rico, incluso si era él quien encontraba la mayor de las vetas. Por ejemplo, Patrick (Paddy) Hannan, quien descubrió la Milla de Oro, Kalgoorlie, murió sin recibir ni una fracción del valor del oro contenido en las vetas. La misma historia se repitió en Bendigo, Ballarat, Klondike y California. 

## La fiebre del oro
En los Estados Unidos y Canadá, los buscadores de oro se sintieron atraídos por la promesa de oro, plata y otros metales preciosos. Viajaron por las montañas del oeste americano, cargando picos, palas y cacerolas de oro. La mayoría de los primeros buscadores no tenían formación y dependían principalmente de la suerte para descubrir depósitos. 
Otras fiebres del oro se produjeron en Papua Nueva Guinea, Australia al menos cuatro veces, y en Sudáfrica y América del Sur. En todos los casos, la fiebre del oro fue provocada por la prospección ociosa de oro y minerales que, cuando el buscador tuvo éxito, generó la 'fiebre del oro' y vio una ola de buscadores peinar el campo. 

## Prospección moderna
Los buscadores modernos de hoy dependen de la formación, el estudio de la geología y la tecnología de prospección. 
El conocimiento de la prospección previa en un área ayuda a determinar la ubicación de nuevas áreas prospectivas. La prospección incluye mapeo geológico, análisis de ensayos de rocas y, a veces, la intuición del prospector. 

### Detección de metales
Los detectores de metales son invaluables para los buscadores de oro, ya que son bastante efectivos para detectar pepitas de oro dentro del suelo hasta alrededor de 1 metro (3 pies), dependiendo de la agudeza del oído y la habilidad del operador. Los separadores magnéticos pueden ser útiles para separar la fracción magnética de una arena mineral pesada de la fracción no magnética, lo que puede ayudar en el cribado o cribado del oro del suelo o la corriente. 

### Pico de prospección
Los picos de prospección se utilizan para raspar rocas y minerales, obteniendo pequeñas muestras que pueden analizarse en busca de trazas de mineral. Los picos de prospección modernos a veces también están equipados con imanes, para ayudar en la recolección de minerales ferromagnéticos. Los picos de prospección suelen estar equipados con una cabeza triangular, con una punta muy afilada. 

### Prospección electromagnética
La introducción de métodos modernos de topografía por gravedad y magnéticos ha facilitado enormemente el proceso de prospección. Los gravímetros y magnetómetros aerotransportados pueden recopilar datos de vastas áreas y resaltar características geológicas anómalas. Las inversiones tridimensionales de audio-magnetotelúricas (AMT) se utilizan para encontrar materiales conductores hasta unos pocos kilómetros en la Tierra, lo que ha sido útil para localizar tuberías de kimberlita, así como tungsteno y cobre.
Otra técnica de prospección relativamente nueva es el uso de ondas electromagnéticas (EM) de baja frecuencia para "sondear" en la corteza terrestre. Estas ondas de baja frecuencia responderán de manera diferente según el material por el que pasan, lo que permitirá a los analistas crear imágenes tridimensionales de posibles cuerpos de mineral o intrusiones volcánicas. Esta técnica se utiliza para una variedad de prospecciones, pero puede ser principalmente para encontrar materiales conductores. Hasta ahora, estas técnicas EM de baja frecuencia han sido probadas para la exploración geotérmica, así como para el análisis de metano en capas de carbón.

### Prospección geoquímica
La prospección geoquímica implica el análisis de las propiedades químicas de muestras de rocas, sedimentos de drenaje, suelos, aguas superficiales y subterráneas, separaciones minerales, gases y partículas atmosféricas, e incluso plantas y animales. Propiedades como la abundancia de elementos traza se analizan sistemáticamente para localizar anomalías.